# Monumento natural Cinco Hermanas
El Monumento Natural Cinco Hermanas es un pequeño Monumento Natural chileno de 228 hectáreas, ubicado en la comuna de Aisén, en la zona costera del fiordo del mismo nombre y a 50 kilómetros de distancia de la localidad de Puerto Aysén. Es un archipiélago de 6 pequeñas islas, formaciones con altitudes que alcanzan los 104 m s. n. m. Es posible acceder a él por vía marítima, embarcando en Puerto Chacabuco.

## Descripción
Está compuesto por seis islas ubicadas en la parte norte del fiordo de Aysén, casi a su llegada al canal Moraleda. Destaca en él su entorno boscoso achaparrado, debido a que se alcanza mucha densidad pero no tanta altura. La especie dominante es el ñirre que se extiende en mesetas y laderas altas y frías, aunque también destacan la lenga, que ocupa el nivel más alto del bosque, el canelillo y el coigüe de Magallanes. En relación con la fauna, el grupo más común lo constituyen las aves marinas como el cormorán y el cormorán imperial, y entre los mamíferos, el chungungo y el lobo marino común.
El monumento no cuenta con guardaparques o administración permanente.

## Clima
El clima es del tipo Marítimo templado frío lluvioso de costa occidental, con precipitaciones medias anuales que fluctúan entre los 3.500 y los 4.000 mm. anuales. La temperatura media varía entre los 4 °C y los 9 °C.